# Wereldkampioenschap voetbal 2018 (achtste finale) Zweden - Zwitserland
Dit artikel gaat over de wedstrijd in de achtste finales tussen Zweden en Zwitserland die gespeeld werd op dinsdag 3 juli 2018 tijdens het wereldkampioenschap voetbal 2018. Het duel was de vijfenvijftigste wedstrijd van het toernooi.

## Voorafgaand aan de wedstrijd
- Zweden stond bij aanvang van het toernooi op de vierentwintigste plaats van de FIFA-wereldranglijst.[1]
- Zwitserland stond bij aanvang van het toernooi op de zesde plaats van de FIFA-wereldranglijst.[2]
- Deze confrontatie tussen de nationale elftallen van Zweden en Zwitserland was de negenentwintigste in de historie.[3]
- Het duel vindt plaats in het Stadion Sint-Petersburg in Sint-Petersburg. Dit stadion werd in 2017 geopend en kan 66.881 toeschouwers herbergen.

## Wedstrijdgegevens[4]
| Datum                | 3 juli 2018                                                                                               | 3 juli 2018                                                                                               |
| Wedstrijdnummer      | 55 | 55 |
| Stadion              | Stadion Sint-Petersburg, Sint-Petersburg                                                                  | Stadion Sint-Petersburg, Sint-Petersburg                                                                  |
| Toeschouwers         | 64.042 | 64.042 |
| Scheidsrechter       | Damir Skomina                                                                                             | Damir Skomina                                                                                             |
| Assistenten          | Jure Praprotnik Robert Vukan                                                                              | Jure Praprotnik Robert Vukan                                                                              |
| Vierde official      | Nawaf Shukralla                                                                                           | Nawaf Shukralla                                                                                           |
| Videoscheidsrechters | Daniele Orsato Roberto Díaz Pérez (assistent) Bastian Dankert (assistent) Massimiliano Irrati (assistent) | Daniele Orsato Roberto Díaz Pérez (assistent) Bastian Dankert (assistent) Massimiliano Irrati (assistent) |
| Man van de wedstrijd | Emil Forsberg                                                                                             | Emil Forsberg                                                                                             |
|                      | Zweden | Zwitserland                                                                                               |
| Doelpunten           | 1 | 0 |
| Gele kaarten         | 1 | 2 |
| Rode kaarten         | 0 | 1 |
| Wissels              | 3 | 2 |
| Schoten op doel      | 3 | 4 |
| Schoten naast doel   | 6 | 5 |
| Overtredingen        | 11 | 13 |
| Hoekschoppen         | 3 | 11 |
| Buitenspel           | 1 | 0 |
| Balbezit (%)         | 37 | 63 |

| Zweden | 1 – 0           | Zwitserland |
| Emil Forsberg 66' | goals (assists) | |
| Janne Andersson | bondscoach      | Vladimir Petković |
| Robin Olsen Mikael Lustig 82' Victor Lindelöf Andreas Granqvist Ludwig Augustinsson Viktor Claesson Gustav Svensson Albin Ekdal Emil Forsberg 82' Marcus Berg 90+1' Ola Toivonen | opstellingen    | Yann Sommer Michael Lang Johan Djourou Manuel Akanji Ricardo Rodríguez Valon Behrami Granit Xhaka Xherdan Shaqiri 73' Blerim Džemaili 73' Steven Zuber Josip Drmić |
| Martin Olsson 82' Emil Krafth 82' Isaac Thelin 90+1' | wissels         | 73' Breel Embolo 73' Haris Seferović |
| Mikael Lustig 31' | gele kaarten    | 61' Valon Behrami 68' Granit Xhaka |
| | rode kaarten    | 90+4' Michael Lang |